# Styrax sieberi
Styrax sieberi är en storaxväxtart som beskrevs av Janet Russell Perkins. Styrax sieberi ingår i släktet Styrax och familjen storaxväxter. Inga underarter finns listade i Catalogue of Life.